# Gevherhan Sultan (dcera Ahmeda I.)
Gevherhan Sultan (1608 – 1660) byla osmanská princezna. Byla dcerou sultána Ahmeda I. a jeho nejoblíbenější konkubíny Kösem Sultan. Byla poloviční sestrou sultána Osmana II. a plnou sestrou sultánů Murada IV. a Ibrahima I.

## Život
Ahmed pojmenoval svou dceru po své tetě Gevherhan Sultan, která seznámila jeho matku Handan Sultan s jeho otcem Mehmedem III.
Byla dcerou jeho nejmilejší konkubíny Kösem Sultan, avšak některé zdroje uvádí, že byla druhou dcerou konkubíny Mahfiruz Hatice Sultan a byla tak přímou sestrou sultána Osmana II.

#### První manželství
V létě roku 1612 ve věku asi 5 let byla provdána za Ökuz Mehmeda Pašu, který v letech 1607–1611 sloužil jako guvernér Egypta a v roce 1611 sloužil osmanské námořní flotile. Svatba se konala ve Starém paláci a jako rezidence manželů byl zvolen palác Ibrahima Paši. Mehmed byl v letech 1614–1617 velkovezírem, v roce 1619 tuto funkci zastával podruhé pod sultánem Osmanem II. Poté, co byl z funkce odvolán, zemřel v roce 1621 v Aleppu. Gevherhan s ním měla syna, který však zemřel ještě jako kojenec. Jeho jméno není známé a narodil se v roce 1621 nebo 1622. 

#### Druhé manželství
Gevherhan byla za vlády Osmana II. podruhé provdána za Topal Recepa Pašu, který v roce 1632 byl také velkovezírem, to už ale pod vládou sultána Murada IV. Spolu s ním měla dceru Safiyi Sultan (1630–1682), která byla později provdána za velkovezíra Abazu Siyavuşe Paša I.

## V populární kultuře
Postava Gevherhan Sultan se objevuje v tureckém seriálu Muhteşem Yüzyıl: Kösem, kde ji ztvárnily herečky Çağla Naz Kargı (jako dítě) a Aslı Tandoğan (jako dospělou). Děti a manželé, které v seriálu Gevherhan má, neodpovídají historickým událostem a jsou fiktivní. 